# Valeri Potit
Valeri Potit (en llatí Valerius Potitus) era el nom d'una de les branques familiars mès antigues i més famoses de la gens Valèria. La família va desaparèixer al temps de les guerres samnites dels segles IV-III aC, però després la gens Valèria va recuperar el praenomen i així apareix un Potit Valeri Messal·la que va ser cònsol sufecte l'any 29 aC. La pràctica d'utilitzar noms de família extints com a prenoms era comuna a altres gens, com, per exemple, a la gens Cornèlia, on els Lèntul van adoptar, com a prenom, el cognomen extint de Cossus.
Membres de la família original van ser:
- Luci Valeri Potit (cònsol 483 i 470 aC), fundador de la família, cònsol el 483 aC i el 470 aC.
- Luci Valeri Potit (cònsol 449 aC), cònsol el 449 aC.
- Gai Valeri Potit Volús (cònsol 410 aC), tribú amb potestat consular el 415 aC i cònsol el 410 aC.
- Luci Valeri Potit (cònsol 393 i 392 aC), tribú amb potestat consular cinc vegades i cònsol el 393 aC i el 392 aC.
- Publi Valeri Potit Publicola, tribú amb potestat consular sis vegades.
- Gai Valeri Potit (tribú), tribú amb potestat consular.
- Gai Valeri Potit Flac (cònsol 331 aC), cònsol el 331 aC
- Luci Valeri Potit (mestre de la cavalleria), magister equitum el 331 aC.
- Marc Valeri Màxim Potit, cònsol el 286 aC.